# Mâcot-la-Plagne
Mâcot-la-Plagne és un municipi francès situat al departament de la Savoia i a la regió d'Alvèrnia-Roine-Alps. L'any 2007 tenia 1.780 habitants.

## Demografia

### Població
El 2007 la població de fet de Mâcot-la-Plagne era de 1.780 persones. Hi havia 768 famílies de les quals 267 eren unipersonals (119 homes vivint sols i 148 dones vivint soles), 185 parelles sense fills, 263 parelles amb fills i 53 famílies monoparentals amb fills.
La població ha evolucionat segons el següent gràfic:
Habitants censats

### Habitatges
El 2007 hi havia 7.524 habitatges, 793 eren l'habitatge principal de la família, 6.699 eren segones residències i 32 estaven desocupats. 801 eren cases i 6.647 eren apartaments. Dels 793 habitatges principals, 426 estaven ocupats pels seus propietaris, 266 estaven llogats i ocupats pels llogaters i 101 estaven cedits a títol gratuït; 62 tenien una cambra, 162 en tenien dues, 160 en tenien tres, 178 en tenien quatre i 230 en tenien cinc o més. 544 habitatges disposaven pel capbaix d'una plaça de pàrquing. A 408 habitatges hi havia un automòbil i a 305 n'hi havia dos o més.

### Piràmide de població
La piràmide de població per edats i sexe el 2009 era:
| Homes | Edats   | Dones |
| ----- | ------- | ----- |
| 0     | 95 o +  | 0     |
| 0     | 90 a 94 | 0     |
| 4     | 85 a 89 | 8     |
| 4     | 80 a 84 | 8     |
| 12    | 75 a 79 | 16    |
| 28    | 70 a 74 | 16    |
| 36    | 65 a 69 | 40    |
| 12    | 60 a 64 | 16    |
| 32    | 55 a 59 | 40    |
| 48    | 50 a 54 | 36    |
| 80    | 45 a 49 | 36    |
| 84    | 40 a 44 | 84    |
| 72    | 35 a 39 | 64    |
| 88    | 30 a 34 | 96    |
| 96    | 25 a 29 | 56    |
| 48    | 20 a 24 | 28    |
| 52    | 15 a 19 | 36    |
| 52    | 10 a 14 | 52    |
| 52    | 5 a 9   | 64    |
| 32    | 0 a 4   | 36    |

## Economia
El 2007 la població en edat de treballar era de 1.272 persones, 1.062 eren actives i 210 eren inactives. De les 1.062 persones actives 1.038 estaven ocupades (572 homes i 466 dones) i 24 estaven aturades (9 homes i 15 dones). De les 210 persones inactives 61 estaven jubilades, 73 estaven estudiant i 76 estaven classificades com a «altres inactius».

### Ingressos
El 2009 a Mâcot-la-Plagne hi havia 791 unitats fiscals que integraven 1.810 persones, la mediana anual d'ingressos fiscals per persona era de 19.502,5 €.

### Activitats econòmiques
Dels 797 establiments que hi havia el 2007, 3 eren d'empreses extractives, 6 d'empreses alimentàries, 6 d'empreses de fabricació d'altres productes industrials, 56 d'empreses de construcció, 86 d'empreses de comerç i reparació d'automòbils, 11 d'empreses de transport, 216 d'empreses d'hostatgeria i restauració, 7 d'empreses d'informació i comunicació, 13 d'empreses financeres, 65 d'empreses immobiliàries, 23 d'empreses de serveis, 286 d'entitats de l'administració pública i 19 d'empreses classificades com a «altres activitats de serveis».
Dels 139 establiments de servei als particulars que hi havia el 2009, 2 eren oficines de correu, 3 oficines bancàries, 4 tallers de reparació d'automòbils i de material agrícola, 8 paletes, 6 guixaires pintors, 10 fusteries, 8 lampisteries, 5 electricistes, 2 empreses de construcció, 3 perruqueries, 75 restaurants, 10 agències immobiliàries, 1 tintoreria i 2 salons de bellesa.
Dels 60 establiments comercials que hi havia el 2009, 6 eren botigues de més de 120 m², 7 botiges de menys de 120 m², 4 fleques, 2 llibreries, 9 botigues de roba, 1 una botiga d'electrodomèstics, 1 una botiga de mobles, 29 botigues de material esportiu i 1 una floristeria.
L'any 2000 a Mâcot-la-Plagne hi havia 15 explotacions agrícoles que ocupaven un total de 265 hectàrees.

## Equipaments sanitaris i escolars
Els 2 equipaments sanitaris que hi havia el 2009 eren farmàcies.
El 2009 hi havia 2 escoles elementals.

## Poblacions més properes
El següent diagrama mostra les poblacions més properes.